# Hospitality Association of Namibia
Die Hospitality Association of Namibia (HAN; zu deutsch etwa Namibischer Hotellerie-Verband) ist der Branchenverband des namibischen Gastgewerbes. Der Verband verfügt über 384 Mitglieder (Stand März 2020) und ist der größte seiner Art in Namibia.
Der Verband wurde im Jahr 1987 von zunächst 16 Unternehmen aus dem Gastgewerbe gegründet. Er vertritt nach eigener Aussage vor allem Unterkunftsbetriebe, Konferenzzentren und Cateringunternehmen.

## HAN Award of Excellence
Der Verband ergibt alljährlich in den Kategorien Selbstversorgerunterkunft, Bed and Breakfast, Gästehaus, Gästefarm, Lodge und Hotel den „HAN Award of Excellence“. Die Bewertung der Preisträger beruht auf Einschätzungen von Gästen.